# Geir Herrem
Geir Herrem (25 febbraio 1955) è un ex calciatore norvegese, di ruolo centrocampista.

## Carriera

### Club
Herrem cominciò la carriera con la maglia del Viking. Si trasferì poi al Byne, dove rimase fino al 1984. Dal 1985 al 1986, fu in forza al Sola.